# Варенников Валентин Іванович
Валентин Іванович Варенников (рос. Валентин Иванович Варенников; 15 грудня 1923, Краснодар — 6 травня 2009, Москва) — радянський воєначальник, генерал армії, Герой Радянського Союзу (3.03.1988). Член ЦК КПУ в 1976—1981 роках. Кандидат у члени ЦК КПРС в 1986—1990 роках. Депутат Верховної Ради СРСР 9—10-го скликань. Народний депутат СРСР у 1989—1991 р. Депутат Верховної Ради РРФСР, Державної думи РФ 3-го і 4-го скликань. Входив до складу ЦК КПРФ, ради фракції «Родіна».

## Біографічна довідка
Народився в родині радянського посадовця. З 1938 року родина проживала в місті Армавірі Краснодарського краю. У 1941 році закінчив Армавірську середню школу.
З серпня 1941 року — в Червоній армії. Влітку 1942 року закінчив Черкаське піхотне училище у місті Свердловську. До жовтня 1942 року служив командиром навчального взводу запасної стрілецької бригади в місті Горькому.
Учасник німецько-радянської війни з 1942 по 1945 рік. З жовтня 1942 року — командир мінометного взводу, командир батареї 120-мм полкових мінометів 138-ї стрілецької дивізії Сталінградського фронту. У січні 1943 року був поранений. Після одужання зарахований в оперативний відділ 35-ї гвардійської стрілецької дивізії 8-ї гвардійської армії. З березня 1943 року — командир мінометної батареї 100-го гвардійського стрілецького полку, а весною 1944 року старший лейтенант Варенников був призначений заступником командира 100-го гвардійського стрілецького полку 35-ї гвардійської стрілецької дивізії із артилерії. Двічі був важко поранений. Член ВКП(б) з 1944 року.
З березня 1945 року — начальник артилерії 101-го гвардійського стрілецького полку 35-ї гвардійської стрілецької дивізії. Брав безпосередню участь у Берлінській операції Радянської армії. У червні 1945 року брав участь у Параді Перемоги, війну закінчив у званні капітана.
Після війни залишився в армії, обіймав ряд командних посад, закінчив Військову академію імені Фрунзе (1954), Військову академію Генерального штабу Збройних Сил СРСР імені Ворошилова із золотою медаллю (1967), Вищі академічні курси Військової академії Генерального штабу Збройних Сил імені Ворошилова (1977).
У 1954 році призначений заступником командира полку, потім послідовно командував чотирма полками в Північному військовому окрузі. З 1960 року — заступник командир 131-ї мотострілецької дивізії. З 1962 по 1966 рік був командиром 54-ї Мазурської мотострілецької дивізії (місто Кандалакша, Ленінградський військовий округ), з 1967 по 1969 — командиром 26-го армійського корпусу (Ленінградський військовий округ).
У 1969—1971 роках — командувач 3-й загальновійськової ударної армії Групи Радянських військ в Німеччині. 11 червня 1971 — 30 липня 1973 року — 1-й заступник головнокомандувача Групи Радянських військ в Німеччині.
У липні 1973 — серпні 1979 року — командувач військ Червонопрапорного Прикарпатського військового округу.
У 1979—1984 роках — начальник Головного оперативного управління — перший заступник начальника Генерального штабу Збройних Сил СРСР. З вересня 1984 року — перший заступник начальника Генерального штабу Збройних Сил СРСР. Учасник військових подій в Анголі, Сирії, Ефіопії і Афганістані. Головний організатор робіт військових частин з ліквідації наслідків аварії на Чорнобильській АЕС.
У 1984—1989 роках — начальник Групи управління Міністерства оборони СРСР в Афганістані, був відзначений званням Героя Радянського Союзу (3.03.1988).
З 5 січня 1989 року по серпень 1991 року — Головнокомандувач Сухопутних військ — заступник Міністра оборони СРСР, член Ради оборони СРСР.
У 1991 році Варенников підтримав позаконституційний Державний комітет з надзвичайного стану в СРСР (ГКЧП), створення якого було назване спробою державного перевороту. В серпні 1991 Валентин Варенников доводив тодішньому голові Верховної Ради УРСР Леоніду Кравчуку політику ГКЧП. Після провалу комуністичного путчу в серпні 1991 був арештований у справі ГКЧП. У лютому 1994 року амністований, проте амністію не прийняв і наполіг на суді. Верховний суд РФ його виправдав. Генпрокуратура опротестувала рішення суду. Президія Верховного суду РФ повторно судила і виправдувальний вирок залишила в силі.
Обирався депутатом Державної Думи РФ другого і четвертого скликань, був Головою Комітету Держдуми у справах ветеранів і 1-м заступником Голови Комітету Держдуми у справах ветеранів. В останні роки обіймав посаду Генерального інспектора Міністерства Оборони Російської Федерації, члена Центральної Ради Міністерства Оборони РФ у справах ветеранів.
Активно займався суспільно-політичною діяльністю. У 1997—2005 рр. — Президент Російської Асоціації Героїв — загальноросійській організації, що об'єднала Героїв Радянського Союзу, Героїв Росії і Повних кавалерів ордена Слави. З листопада 2005 року — Президент Міжнародної ліги захисту людської гідності і безпеки. В рамках Ліги ведеться миротворча і соціально-гуманітарна діяльність.
Син — Варенников Володимир Валентинович, генерал-лейтенант, політичний однодумець і соратник батька.

## Військові звання
- генерал-полковник (2.11.1972)
- генерал армії (17.02.1978)